# 北门乡 (阆中市)
北门乡，是中华人民共和国四川省南充市阆中市曾经下辖的一个乡。2019年10月，撤销北门乡和枣碧乡，将其所属行政区域划归思依镇管辖。

## 行政区划
北门乡撤销前下辖以下地区：
北门山村、铧厂河村、桥河头村、宋家嘴村、神皇垭村、三叉河村、马鞍山村和张清庙村。